# Nagornoje (rejon mytiszcziński)
Nagornoje (ros. Нагорное) – osiedle w Rosji, w obwodzie moskiewskim, w rejonie mytiszczińskim. W 2021 liczyło 143 mieszkańców.